# Паровина, Ольга Константиновна
Паровина Ольга Константиновна (1908 — 1993) — советский инженер-механик, один из создателей первой советской ракеты на гибридном топливе.

## Карьера
Работала в Группе изучения реактивного движения и Ракетном научно-исследовательском институте под руководством Сергея Королева. Во время работы над ракетой с двигателем на гибридном топливе Паровина входила в состав так называемой «второй бригады». Согласно книге Наталии Королевой «Отец», эта группа занималась ракетой с использованием топлива смешанного агрегатного состояния — смеси жидкого кислорода и сгущенного бензина. Сама Паровина выполняла чертежно-конструкторские работы. Во время разработки первая советская ракета на гибридном топливе получила кодовый номер «09». Её испытания стартовали 11 августа 1933 года и закончились неудачей. 17 августа 1933 года с полигона в Нахабино в Московской области провели еще один запуск. Ракета взлетела и пролетела 18 секунд на высоте в 400 метров. По воспоминаниям Паровиной, «эти секунды казались часами». Испытания признаны успешными.

## Семья
Была замужем за конструктором космической и ракетной техники, автором проекта ракеты «09» Михаилом Клавдиевичем Тихонравовым.